# Flüssigsalzreaktor

Schema eines Flüssigsalzreaktors vom Typ Single Fluid MSR

Flüssigsalzreaktoren (englisch molten salt reactor, MSR) oder Salzschmelzenreaktoren sind Kernreaktoren, in denen der Kernbrennstoff in Form geschmolzenen Salzes vorliegt (beispielsweise Uranchlorid). Bei diesem Reaktortyp ist der Kernbrennstoff in flüssiger Form gleichmäßig im Primärkreislauf des Reaktors verteilt, eine Kernschmelze im klassischen Sinne ist damit ausgeschlossen – der Kern liegt stets im gewollt geschmolzenen Zustand vor.
Flüssigsalzreaktoren lassen sich mit Moderator und thermischen Neutronen oder ohne Moderator mit schnellen Neutronen auslegen, in beiden Fällen ist auch ein Betrieb als Brutreaktor möglich. Flüssigsalzreaktoren ermöglichen eine Auslegung mit einem stark negativen Temperaturkoeffizienten, was eine Leistungsexkursion wie beispielsweise bei der Nuklearkatastrophe von Tschernobyl physikalisch unmöglich macht.
Flüssigsalzreaktoren arbeiten bei Atmosphärendruck und nicht, wie Druckwasserreaktoren oder Siedewasserreaktoren, bei Drücken von 50 bis 150 bar, weshalb eine Dampfexplosion im Bereich des Reaktorkerns nicht möglich ist.
Das Entfernen neutronenabsorbierender Spaltprodukte aus dem Reaktor im laufenden Betrieb führt zu einer besseren Neutronenausbeute. Dadurch kann ein Flüssigsalzreaktor theoretisch auch als Brutreaktor betrieben werden und so, einmal mit einer geringen Menge Spaltmaterial wie 235U oder 239Pu in Gang gesetzt, ausschließlich mit nicht spaltbaren Nukliden (zum Beispiel 232Th) als Brutmaterial gespeist werden. Im Englischen wird dieses Konzept auch liquid fluoride thorium reactor (LFTR), gesprochen Lifter, genannt.
Da Flüssigsalzreaktoren mit einer permanenten Wiederaufbereitung arbeiten, ist es im Prinzip möglich, waffenfähige Spaltstoffe aus dem Prozess zu extrahieren. Dieser Aspekt wird kontrovers diskutiert.
Trotz einiger Vorteile von Flüssigsalzreaktoren wurden bis heute nur zwei kleinere Forschungsreaktoren gebaut. Für die kommerzielle Energiegewinnung im großen Stil werden sie – neben fünf anderen Konzepten – im Rahmen des Generation IV International Forum für zukünftige Kernkraftwerke untersucht.
Einige der Befürworter halten den LFTR für einen wichtigen und sinnvollen Beitrag zur globalen Energieversorgung. Beispielsweise sieht China das Konzept des Flüssigsalzreaktors als wichtige Komponente für die mittel- und langfristige Energieversorgung.
Die theoretische Möglichkeit, dem Kreislauf hoch radioaktive langlebige Spaltprodukte aus konventionellen Reaktoren beizumischen, um sie in Isotope mit niedriger Halbwertszeit zu transmutieren, wird kontrovers diskutiert.

## Geschichte

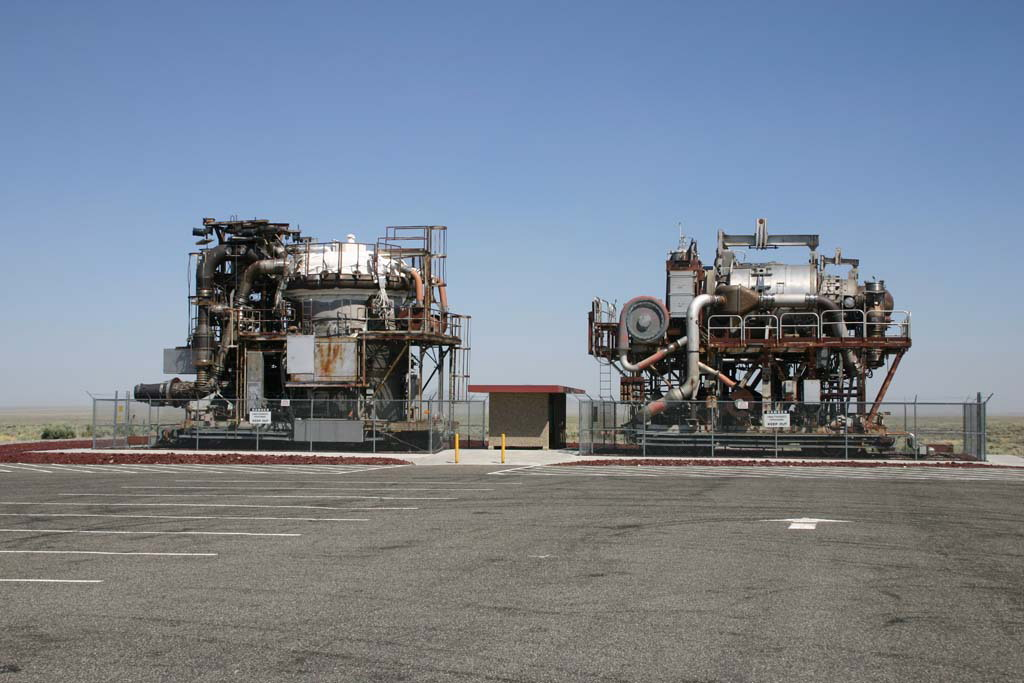
Zwei NEPA-Prototypen am EBR I in Idaho

### Aircraft Reactor Experiment
Die Entwicklung von Flüssigsalzreaktoren begann mit dem militärischen Aircraft Reactor Experiment. Da Flüssigsalzreaktoren unter geringem Überdruck arbeiten, galten sie als besonders geeignet für Flugzeuge. Im Rahmen des 1946 von der US Air Force gestarteten NEPA-Programms (Nuclear Energy for the Propulsion of Aircraft) wurde ein Reaktor gebaut, der 1954 einen Testlauf absolvierte. Der Reaktor war 221 Stunden im kritischen Zustand, davon 74 Stunden im Megawatt-Bereich. Mit Mischungen der Fluoride von Natrium, Zirconium und Uran (53:41:6 Mol-%) befüllt, erreichte er Höchsttemperaturen von 860 °C und eine thermische Leistung von ungefähr 2,5 MW. Als Moderator und Neutronenreflektor diente Berylliumoxid, mit einem zusätzlichen Kühlkreislauf mit flüssigem Natrium für den Reflektor. Mit der Verfügbarkeit von Interkontinentalraketen wurde die Idee eines nuklear angetriebenen Langstreckenbombers letztlich verworfen.

### Molten Salt Reactor Experiment MSRE
Vergleichbar mit Entwicklung und Bau der ersten Druckwasserreaktoren zur zivilen Stromerzeugung auf Basis der Erfolge mit nukleargetriebenen U-Booten, wurde in den 1960er Jahren mit dem Molten Salt Reactor Experiment an der Nutzbarmachung für die Stromerzeugung geforscht. Der Bau eines Reaktors wurde 1964 abgeschlossen, der Testbetrieb lief von 1965 bis 1969. Innerhalb dieses Zeitraums war das Experiment insgesamt ca. zwei Jahre lang kritisch.
Der Reaktor mit maximal 8 MW thermischer Leistung bestätigte im Prinzip die Realisierbarkeit des Konzeptes. Es gab keinen Generator zur Stromerzeugung; die Wärme wurde über Gebläse an die Umwelt abgegeben. Zudem wurde auch nicht versucht (wie im LFTR geplant), Spaltmaterial zu erbrüten und andere Spaltprodukte als Edelgase zu entfernen. Aber es wurde gezeigt, dass der Reaktorkern über einen längeren Zeitraum mit Temperaturen bis 650 °C betrieben werden kann. Zudem erwies sich die Korrosion der vom Schmelzsalz durchflossenen Bauteile aus der Legierung Hastelloy-N als gering. In einem Abschlussbericht der Atomic Energy Commission von Amerika wurde die Korrosion durch die Schmelzsalze als vernachlässigbar eingestuft.
Das Experiment bestätigte eine Reihe weiterer Erwartungen: Die Stabilität der Flüssigkeit gegenüber der Strahlung, das Vorliegen vieler Spaltprodukte in Form nichtflüchtiger Ionenverbindungen und die einfache Abtrennbarkeit störender Edelgase (insbesondere 135Xe, siehe Kontinuierliche Aufbereitung). Als nachteilig erwiesen sich unter anderem die trotz Verwendung von isotopenreinem 7Li hohe Tritiumproduktion und die starke Kontamination aller Kreislaufwände mit abgelagerten Spaltprodukten.
Als Brennstoffe kamen sowohl 235U als auch 233U (aus Thorium in anderen Reaktoren erbrütet) zum Einsatz. Als Moderator diente Graphit. Der Reaktivitätskoeffizient des Reaktors war sowohl bei Betrieb mit Uran als auch mit Thorium stark negativ und entsprach im Wesentlichen den vorausberechneten Werten.
Wie erst 1994 während des Rückbaus entdeckt wurde, war es zu einem Entweichen von größeren Mengen 233U aus dem Salz in das Abgassystem des Reaktors gekommen. Zu einem nennenswerten Austreten radioaktiver Isotope kam es wegen der Bindung derselben im Salz nicht. Wegen der Gefahr von Kritikalität im Abgassystem musste die Umgebung des MSRE evakuiert werden. Für die Dekontamination des Abgassystems wurde die veranschlagte Zeit um das 16-fache überschritten, weil erst geeignetes Werkzeug entwickelt werden musste. Da etwa 5 % des MSRE-Spaltstoffs in den Aktivkohlefilter des Abgassystems gelangt waren, wurden umfangreiche Studien zur Kritikalitätssicherheit des Abgassystems während der Sanierungsarbeiten ausgeführt. Es wird vermutet, dass Radiolyse von Fluorid zu Fluor geführt hat, welches mit UF4 (Uran(IV)-fluorid) das leicht flüchtige UF6 (Uranhexafluorid) bildete, das dann unplanmäßig ins Abgassystem freigesetzt wurde. Eine solche Spaltstoffverflüchtigung war vorher als im MSRE chemisch unmöglich ausgeschlossen worden. Dieser Freisetzungsprozess soll erst stattgefunden haben, als sich das Salz nach Abschaltung des Reaktors in den Speichertanks verfestigt hatte. Insgesamt konnte die Sanierung erfolgreich abgeschlossen werden, ohne dass die Mitarbeiter grenzwertüberschreitender Strahlenbelastung ausgesetzt wurden.
Die Ergebnisse des MSRE spielten bei der Bewertung des nachfolgend beschriebenen, geplanten Nachfolgeprojektes MSBR eine große Rolle.

### Der Molten Salt Breeder im Oak Ridge National Laboratory
Als Ende der 1960er Jahre die Begrenztheit der Weltvorräte an Uran deutlich wurde, wurden verschiedene Reaktorkonzepte entwickelt, die zusätzlichen Kernbrennstoff „erbrüten“ sollten. In den USA kamen hauptsächlich zwei konkurrierende Konzepte in Frage, die des natriumgekühlten „Schnellen Brüters“ (Wie z. B. der EBR II am Oak Ridge National Laboratory, das Kernkraftwerk Kalkar oder die BN-Reaktoren in Russland), und ein Flüssigsalzreaktor als thermischer Brüter. Im Oak Ridge National Laboratory wurde ein brutfähiges Konzept für einen Molten Salt Breeder (MSBR) mit 1 Gigawatt entwickelt. Genutzt wurde LiF–BeF2–ThF4–UF4 als Brennstoff in einem Single Fluid-Konzept. Als sekundäres Kühlmittel wurde NaF-Natriumberylliumfluorid4 vorgesehen. Nach den Berechnungen hätte dieser Ansatz zusätzlichen Kernbrennstoff erbrüten können. Allerdings zeigen neuere, verfeinerte Berechnungen, dass der MSBR einen positiven Temperaturkoeffizienten der Reaktivität gehabt hätte und damit aus Sicherheitsgründen kaum akzeptabel gewesen wäre. Tatsächlich erfordern Flüssigsalzreaktoren bei Betrieb als thermische Brüter besondere Vorsicht bei der Auslegung, um einen positiven Temperaturkoeffizienten zu vermeiden.
Die US-Regierung unter Richard Nixon investierte einen erheblich größeren Entwicklungsaufwand in den schon weiter fortgeschrittenen „Schnellen Brüter“ als in den MSBR. Als der Leiter des MSBR-Projekts, Alvin M. Weinberg, vor den (später wirklich eintretenden) explodierenden Kosten und vor allem vor den Gefahren des Konzepts „Schneller Brüter“ und in Teilen auch des Leichtwasserreaktors warnte, wurde ihm nach eigenen Angaben 1973 der Rücktritt nahegelegt und nach einer Evaluierung die Finanzierung „seines“ MSBR-Projektes gestoppt. Diese MSBR-Evaluierung kam zu dem eher ernüchternden Ergebnis: …Diese Bewertung hat nochmals die Existenz von größeren technologischen und konstruktiven Problemen bestätigt, die die Verwendbarkeit als zuverlässiger und wirtschaftlicher Brüter für die Elektrizitätsversorger beeinträchtigen… Die bedeutenden Probleme mit dem MSBR sind ihrer Natur nach eher schwierig und in vielerlei Hinsicht spezifisch für dieses Konzept... Falls belastbare Hinweise auf praktikable Lösungen auftauchen, könnte eine Neubewertung...vorgenommen werden. Als Probleme hervorgehoben werden Materialfragen (ausgeprägtere Korrosion als im MSRE aufgrund eines anderen Neutronenspektrums), die erhöhte Tritiumfreisetzung und größere Unsicherheiten in Hinblick auf noch nicht ausreichend getestete Komponenten. Auch andere Arbeiten zum MSR wurden nach dieser Evaluierung deutlich reduziert.

### Arbeiten in Deutschland
Auch in Deutschland wurde vor 1975 in begrenztem Umfang zu MSR gearbeitet. So gab es an der KFA Jülich (heute Forschungszentrum Jülich) eine Studie zum MSR, um zu klären, ob der MSR sich für ein großangelegtes deutsches Forschungsprojekt eignet. Der damalige wissenschaftlich-technische KFA-Geschäftsführer plädierte zeitweise für den MSR. Der Direktor der Jülicher Reaktorentwicklung Rudolf Schulten verhinderte jedoch erfolgreich die Entwicklung einer Konkurrenztechnologie und propagierte einen alternativen Reaktortyp, den Kugelhaufenreaktor, an dem er selbst forschte; er lehnte den MSR als ein „Greuel ohnegleichen“ ab und bezeichnete es später als eine seiner großen Leistungen, die MSR-Entwicklung in Jülich verhindert zu haben.

#### Dual-Fluid-Reaktor (DFR)
Der Dual-Fluid-Reaktor ist ein Reaktorkonzept des gemeinnützigen Instituts für Festkörper-Kernphysik (IFK) in Berlin mit dem Ziel, die Vorteile des Flüssigsalzreaktors und der metallgekühlten Reaktoren zu vereinen. Damit sollen die Nachhaltigkeits-, Sicherheits- und Wirtschaftlichkeitsziele der Generation IV erreicht werden. Der Reaktor besitzt nach diesem Konzept einen Kern, in dem ein Brennstoff aus flüssigen Chlorsalzen von Uran und Plutonium zirkuliert, und eine Bleikühlung. Er weist ein hartes Neutronenspektrum auf und nutzt eine kombinierte Online-Hochtemperaturwiederaufarbeitung. Das IFK bewirbt ihn mit herausragenden Sicherheitseigenschaften, extrem niedrigen Kosten sowie der Fähigkeit, hochradioaktiven Abfall wie z. B. Plutonium oder abgebrannte Brennelemente in kurzen Zeiträumen zu vernichten. Bisher (Stand März 2023) gibt es diesen Reaktortyp nur auf dem Papier. Das Unternehmen Dual Fluid Inc. rechnete 2022 mit einem Baubeginn eines Prototyps im Jahr 2028 und einer Bauzeit von drei Jahren.

### Neuere Forschung und Entwicklung

#### MSR-Entwicklung in China
In China werden seit Januar 2011 mehrere Flüssigsalz-Reaktorkonzepte erforscht und entwickelt. Bislang wird davon ausgegangen, dass es ungefähr 20 Jahre dauert, bis verkaufsfähige Prototypen gebaut und exportiert werden können. Kun Chen von der Chinese Academy of Sciences ging von einem funktionsfähigen Forschungs-FSR im Jahr 2015 aus. Der Termin für die Fertigstellung dieses chinesischen 2-MW-MSR wurde mittlerweile jedoch auf frühestens 2020[veraltet] verschoben. Laut der Provinzregierung in Gansu ist ein erster Probelauf für Ende September 2021 geplant. Sollten die Ergebnisse mit dem Testreaktor ermutigend ausfallen, plant China den Bau von 100-MW-Reaktoren, von denen einer etwa 100.000 Menschen versorgen könnte. Chinas Aufsichtsbehörde für nukleare Sicherheit hat im Juni 2023 eine Betriebsgenehmigung für den ersten Thoriumreaktor des Landes erteilt und markiert damit einen wichtigen Meilenstein im Streben des Landes nach fortschrittlichen Nukleartechnologien. Der Reaktor, ein Zwei-Megawatt-Flüssigbrennstoff-Thorium-Salzschmelze-Reaktor (MSR), befindet sich in der Wüstenstadt Wuwei in der Gobi-Wüste in der Provinz Gansu und wird vom Shanghai Institute of Applied Physics der Chinesischen Akademie der Wissenschaften betrieben.

#### Molten Salt Fast Reactor MSFR
Die Sicherheitsprobleme von größeren MSR bei Nutzung als thermische Thoriumbrüter (s. Temperaturkoeffizient und MSBR) führten seit 2005 zu ersten Entwicklungsarbeiten für „schnelle Brüter“ auf MSR-Basis, also MSFR. Diese MSFR haben keinen Graphitmoderator, arbeiten also mit schnellen Neutronen. Der Arbeitsschwerpunkt bei MSR innerhalb des Generation IV-Entwicklungsprogramms wurde mittlerweile sogar weitgehend auf MSFR umgestellt, da in der MSR-Entwicklergemeinschaft die Zweifel gewachsen sind, dass die elementaren Sicherheitsprobleme der ursprünglich verfolgten, auf Weinberg zurückgehenden größeren thermischen MSR-Brüter befriedigend gelöst werden können. Ebenso konzentrieren sich die MSR-Arbeiten im Rahmen der Europäischen Sustainable Nuclear Energy Technology Platform mittlerweile auf MSFR. Für MSFR gibt es allerdings keinerlei Betriebserfahrungen, und auch theoretische Untersuchungen stehen erst am Anfang. Der MSFR soll nach Entwicklerangaben – anders als der thermische MSR-Brüter – immer einen großen negativen Void-Koeffizienten und einen großen negativen Temperaturkoeffizienten der Reaktivität haben und damit die entsprechenden Sicherheitsstandards erfüllen.

#### Pebble Bed Advanced High Temperature Reactor
Zu den Reaktorkonzepten mit Flüssigsalzkühlung (jedoch im engeren Sinne nicht zu den MSR) gehört der Pebble Bed Advanced High Temperature Reactor (PB-AHTR). Hier handelt es sich im Wesentlichen um einen Kugelhaufenreaktor, jedoch mit Flüssigsalz- statt Heliumkühlung und mit Führung der Brennelemente durch den Kern. Der PB-AHTR gilt bei seinen Befürwortern als leichter zu realisieren als der LFTR, da er sich stärker an klassischen Reaktorkonzepten orientiert und durch die Flüssigsalzkühlung einige Nachteile des Kugelhaufenreaktors vermeidet.

#### Fluoride-cooled High-temperature Reactor FHR
Aus den im vorangegangenen Unterabschnitt genannten Gründen wird in Generation IV seit 2008 als weiteres MSR-Projekt der FHR verfolgt, der dem obigen Abschnitt genannten PB-AHTR ähnelt. Es handelt sich dabei um ein neues Reaktorkonzept, das kugelförmige Graphit-Brennelemente, flüssiges Salz als Kühlmittel, Sicherheitssysteme von natriumgekühlten schnellen Reaktoren und den Brayton-Kreisprozess miteinander verbindet. Der FHR soll sowohl Elektrizität erzeugen als auch Prozesswärme für die Industrie bereitstellen.

## Funktionsweise
Der gesamte Reaktorinhalt, bestehend aus Brennstoff, Kühlflüssigkeit und Spaltprodukten – mit Ausnahme eines eventuell vorhandenen Graphitmoderators –, zirkuliert ständig zwischen Reaktorgefäß und dem ersten Wärmetauscher. Die Salzschmelze ist nur im Reaktorkern kritisch, da nur hier der Graphit-Moderator vorhanden und das Verhältnis von Volumen und Oberfläche groß genug ist. Auf dem Weg durch den ersten Wärmetauscher (der sich wegen der Radioaktivität der Schmelze innerhalb des Reaktorcontainments befindet) ist die Schmelze unterkritisch. Über einen weiteren Kühlkreislauf (ebenfalls mit einem flüssigen Salz) wird die Wärme zum Dampferzeuger außerhalb des Containments geführt.
Neben der Produktion von Wärme kann ein Flüssigsalzreaktor auch noch zusätzlich als Brutreaktor spaltbares Material produzieren. Mit Thorium als Brutmaterial kann mit thermischen Neutronen in der Theorie genügend 233Uran für den Betrieb des Reaktors erzeugt werden.
Als Brutreaktor gibt es drei unterschiedliche Konstruktionsprinzipien: Single Fluid (nur ein Flüssigsalz-Kreislauf), Two Fluid (zwei Kreisläufe mit Flüssigsalz) sowie Dual Fluid (zwei Kreisläufe mit unterschiedlichen Flüssigkeiten).

### Single Fluid MSR
Hier gibt es nur einen Salzkreislauf, in dem sowohl Brut- als auch Brennmaterial enthalten sind. Die beiden oben genannten Testreaktoren ARE und MSRE waren kleine Single Fluid MSR ohne nennenswerte Mengen Brutmaterial.
Flüssigsalzreaktoren brauchen eine deutlich bessere Neutroneneffizienz, um als Brutreaktoren zu funktionieren, und müssten als Single Fluid Design daher deutlich größer sein (z. B. mindestens 1000 MW beim MSBR-Konzept).

### Two Fluid MSR
Im Two Fluid MSR zirkulieren zwei unterschiedliche Flüssigsalz-Mischungen in getrennten Behältern:
- In einem inneren Behälter (dem „aktiven Kern“) eine an Kernbrennstoff (z. B. 233Uran) reiche Mischung. In diesem Salz findet die Kernspaltung statt.
- Diesen umschließt ein weiterer Behälter mit einer an Brutmaterial (z. B. 232Thorium) reichen Mischung, genannt „Umhüllungssalz“. In diesem Salz wird neuer Brennstoff durch Einfang von Neutronen erzeugt.

Der Wärmetransport zum Dampferzeuger erfolgt dann ähnlich wie bei dem Single Fluid MSR über getrennte Wärmetauscher für die beiden Salzkreisläufe.
Von beiden Salzmischungen wird kontinuierlich ein Teil in einer an den Reaktor angeschlossenen Anlage aufgearbeitet: Aus dem aktiven Kern werden Spaltprodukte entfernt. Aus dem Umhüllungssalz wird erbrüteter Kernbrennstoff (z. B. 233U) extrahiert und dem aktiven Kern zugeführt.
Der Two Fluid MSR bietet große Vorteile bei der kontinuierlichen Wiederaufarbeitung. Die allermeisten Spaltprodukte fallen im aktiven Kern an, nur zu einem geringen Teil im Umhüllungssalz. Somit entfällt die beim Single Fluid MSR nötige aufwendige Trennung des Brenn- und Brutstoffs von den Spaltprodukten. Auch entsteht die Zwischenstufe 233Pa im Umhüllungssalz, wo sie weniger Neutronen absorbieren kann als im Kern oder einem Single-Fluid-Konzept. Das Umhüllungssalz reduziert außerdem die Zahl der Neutronen, die ungenutzt nach außen verlorengehen. Dadurch sind auch relativ kleine Brutreaktoren möglich.
Das vom Oak Ridge National Laboratory vorgestellte Entwurf eines Two Fluid MSR sah einen Verbund von vier relativ kleinen Reaktoreinheiten von jeweils ca. 3 m Durchmesser und ca. 6 m Länge vor, die pro Einheit ca. 250 MW leisten sollen. Die kleinen Einheiten sollten nach einer Lebensdauer des Graphits von rund acht Jahren als Ganzes ersetzt werden, da ein Austausch des Graphits nicht möglich erschien.
Allerdings gibt es noch erhebliche technische Probleme durch die unterschiedliche thermisch bedingte Ausdehnung des Behältermaterials und des Graphits, sowie deren Wirkung auf Schweißnähte und Verbindungsstellen.

### Dual-Fluid-Reaktor
Im Dual-Fluid-Reaktor (DFR) zirkuliert eine Salzmischung in einem Behälter. In einem zweiten Kreislauf zirkuliert eine Metallschmelze (bisherige Konzepte basieren auf der Verwendung von Blei) zur Abfuhr der Wärme und damit letztendlich der Nutzenergie.
- In einem inneren Behälter (dem „aktiven Kern“) befindet sich eine Salzmischung die zum Teil aus Kernbrennstoffsalzen (z. B. 235Uran- oder 239Plutoniumchlorid) besteht. In dieser Salzmischung findet die Kernspaltung und der Brutvorgang statt.
- Diesen umschließt ein weiterer Behälter mit Blei zur Kühlung und zur Reflexion der Neutronen.

Von der Salzmischung wird kontinuierlich ein Teil in einer an den Reaktor angeschlossenen Anlage aufgearbeitet: Aus dem aktiven Kern werden Spaltprodukte entfernt, erbrüteter Kernbrennstoff verbleibt in der Anlage.
Der DFR soll große Vorteile bei der kontinuierlichen Wiederaufarbeitung bieten. Da die Wärme nicht durch das Salzmedium abgeführt werden muss, kann die Umlaufgeschwindigkeit so weit abgesenkt werden, dass eine kontinuierliche interne Aufbereitung möglich ist.
Es ist vorgesehen, schnelle Neutronen zu nutzen. Dadurch braucht kein Graphit zum Moderieren verwendet zu werden. Die Konstruktion und Sicherheit sollen dadurch einfacher und besser werden.

### Kontinuierliche Aufbereitung
Leichtflüchtige Spaltprodukte wie Edelgase verlassen die Reaktorflüssigkeit von selbst oder mit Hilfe einfacher technischer Hilfsmittel, wie z. B. die Erzeugung von Gasblasen in der Schmelze. Besonders hervorzuheben ist das stetige Entfernen von 135Xenon aus dem Reaktor. Das radioaktive 135Xenon bildet sich im Reaktorbetrieb aus einem der häufigsten Spaltprodukte (siehe Xenonvergiftung) und absorbiert außerordentlich stark thermische Neutronen. Da es nach dem Abschalten noch einige Zeit weiter entsteht, behindert es vorübergehend (einige Stunden) das erneute Hochfahren des Reaktors. Dieses Problem, das bei herkömmlichen AKW nach jedem Abschalten aus Volllast auftritt, war z. B. mittelbar verantwortlich für die Nuklearkatastrophe von Tschernobyl. Durch das kontinuierliche Entfernen wird im FSR die Xenonvergiftung verhindert. Das abgetrennte 135Xenon zerfällt dann mit einer Halbwertszeit von 9 h in radioaktives langlebiges 135Caesium, das endgelagert werden muss.
Weiterhin ist beabsichtigt, kontinuierlich einen kleinen Teil (z. B. 1–10 % am Tag) des Reaktorinventars abzuzweigen und in einer an den Reaktor angeschlossenen Wiederaufbereitungsanlage zu bearbeiten. Dabei können die im Flüssigsalz vorhandenen nichtflüchtigen Spaltprodukte, die zu einem Großteil als Fluoride vorliegen, abgetrennt werden. Vorhandener Brennstoff und Brutstoff sowie evtl. Transurane werden mit dem Flüssigsalz in den Reaktor zurückgeleitet. Speziell beim MSFR werden auch Überlegungen zum Einsatz für die Transmutation von langlebigen Nukliden zur Verkleinerung der Endlagerproblematik angestellt. Da Transmutation mit Aufarbeitung gekoppelt werden muss, ist ein Reaktor mit integrierter kontinuierlicher Aufarbeitung dabei von Vorteil. Bei den vergleichsweise geringeren Neutronenausbeuten von thermischen MSR-Brütern stößt eine effiziente Transmutation auf Schwierigkeiten.
Die kontinuierliche Wiederaufbereitung hat mehrere Vorteile:
1. Die Gesamtmasse von Spaltprodukten im Reaktor wird niedrig gehalten. Im Störfall gäbe es dementsprechend weniger radioaktive Spaltprodukte und folglich auch weniger Nachzerfallswärme im Reaktor. Die abgetrennten radioaktiven Stoffe müssen allerdings an anderer Stelle gelagert werden und stellen dort ggf. bei Unfällen ein zusätzliches Sicherheitsrisiko dar (vergleichbar den Brennelementlagerbecken in Fukushima).
2. Der Reaktor enthält weniger Neutronengift, d. h., die Neutronenausbeute ist höher. Das erleichtert den Betrieb als Brutreaktor und die Nutzung als Transmutationsanlage für Transurane.
3. Aus den abgetrennten, noch „frischen“ Spaltprodukten könnten u. U. anderweitig (z. B. medizinisch) nutzbare Radionuklide gewonnen werden, die bei längerer Lagerung schon zerfallen wären.

Nachteilig ist die damit gegebene leichte Abtrennbarkeit von waffenfähigen Spaltstoffen oder deren Vorläufern (z. B. 233Protactinium), wie im Abschnitt Proliferationsrisiken beschrieben wird. Die Sicherheitsrisiken einer kontinuierlichen Wiederaufarbeitung sind zudem noch nicht hinreichend untersucht.

## Kosten
Aufgrund der noch nicht abgeschlossenen Entwicklung und fehlenden Erfahrung ist eine Schätzung der Kosten schwierig. 1980 wurde am ORNL für einen Flüssigsalzreaktor mit etwa vergleichbaren Kosten zu einem konventionellen Reaktor gerechnet.
Einerseits sinken die Kosten im Vergleich zum LWR durch den geringen Druck und Einsparungen beim weniger aufwendigen Containment. Andererseits ergeben sich aber auch zusätzliche Kosten, unter anderem durch die teureren Materialien für die höheren Temperaturen, das System zur Gasbehandlung und das Auffangen von Tritium. Erschwert wird eine Kostenschätzung auch dadurch, dass die Genehmigungsvorschriften die spezifischen Besonderheiten des Flüssigsalzreaktors noch nicht vorsehen.
Im Falle des Thorium-Zyklus sind die Kosten für den reinen Brennstoff (Thorium) sehr gering, und auch die Kosten für die Herstellung der Brennstäbe entfallen beim Flüssigsalzreaktor. Dafür kommen aber die Kosten für die Abtrennung der Spaltprodukte hinzu.
Sollte das Konzept des Dual Fluid Reaktors funktionieren wie errechnet, dann könnte dieser mit abgebrannten Brennelementen aus Leichtwasserreaktoren betrieben werden.

## Vorteile

### Passive Sicherheit
Wie bei anderen Reaktoren auch, wird ein negativer Temperaturkoeffizient für die Reaktivität angestrebt. Eine Temperaturerhöhung reduziert dann die Leistung und stabilisiert den Reaktor. Nach heutigem Sicherheitsverständnis sind Reaktoren mit effektiv positivem Temperaturkoeffizienten, wie z. B. der Tschernobyl-Reaktor, nicht mehr genehmigungsfähig. Bei geeigneter Auslegung kann mit einem stark negativen Temperaturkoeffizienten der Reaktivität und der großen zulässigen Temperaturerhöhung im MSR eine Leistungsexkursion begrenzt werden. Ein stark negativer Temperaturkoeffizient und ein hoher Brutfaktor schließen sich allerdings bei Auslegung als thermischer Brüter weitgehend aus.
Zum Temperaturkoeffizienten der Reaktivität tragen im MSR drei Faktoren bei:
- Eine höhere Temperatur steigert die Wirksamkeit von Neutronenabsorbern wie Thorium. Das ist ein gewünschter negativer Beitrag zum Temperaturkoeffizienten.
- Die Erhitzung des Graphit-Moderators im Falle eines Reaktors mit thermischen Neutronen führt dagegen in der Regel zu einem positiven Beitrag zum Temperaturkoeffizienten, was beim MSBR-Konzept sogar zu einem insgesamt positiven Temperaturkoeffizienten der Reaktivität geführt hätte.[25]
- Durch die thermische Ausdehnung des Salzes nimmt bei steigender Temperatur die Salzmenge im Reaktorkern ab, bzw. der relative Anteil an Moderator zu. Blasen in der Salzschmelze führen zu einem ähnlichen Effekt, der dann den Dampfblasenkoeffizient bestimmt. Gewünscht ist ein negativer Dampfblasenkoeffizient und damit auch ein negativer Beitrag der thermischen Ausdehnung. Für kleine MSR ist das gegeben, für große Reaktoren bedeutet diese Forderung aber eine Einschränkung für die zulässigen Anteile an Moderator.[49] Mittlerweile wird sogar in Zweifel gezogen, dass ein thermischer MSR-Brüter diesbezüglich ausreichend sicher gebaut werden kann, was zu Entwicklungsarbeiten für schnelle MSR-Brüter führte.[25] Ein thermischer MSR, der weniger Spaltstoff erbrütet als verbraucht (also kein Brüter ist), kann jedoch mit negativem Temperaturkoeffizienten der Reaktivität und damit ausreichender Sicherheit realisiert werden. Das gleiche gilt für MSR mit schnellen Neutronen.

Eine Schmelzsicherung schützt vor den Auswirkungen eines Ausfalls der externen Stromversorgung. Im Boden des Reaktorgefäßes befindet sich eine Öffnung. Während des Betriebs wird die Reaktorflüssigkeit aktiv gekühlt und verschließt im festen Aggregatzustand diese Öffnung. Kann die Reaktionswärme nicht abgeführt werden, etwa bei Ausfall der Zirkulationspumpen, schmilzt dieses Salz, und die Reaktorflüssigkeit fließt in Aufbewahrungstanks unterhalb des Reaktors ab. In diesen Tanks findet, bedingt durch deren Form und das Fehlen von Moderatormaterial, keine Kettenreaktion mehr statt. Die Form der Tanks ist auch auf die Abfuhr von (Nachzerfalls-)Wärme optimiert und macht eine Kühlung der Reaktorflüssigkeit ohne externe Energiequelle möglich. Die Kombination aus Schmelzsicherung und Aufbewahrungstank führt zum Herunterfahren des Reaktors in einen sicheren Zustand ohne Einwirkung des Personals oder aktiver Sicherheitssysteme und unabhängig von externer Energieversorgung oder Zuführen von Kühlmittel (Eigensicherheit).
Auch falls Rohrleitungen des Primärkreislaufs brechen oder das Reaktorgefäß selbst Schaden nimmt, fließt die Salzschmelze durch Abflüsse am Boden des Reaktorgebäudes in die Aufbewahrungstanks.

### Temperatur und Druck
Als Kühlflüssigkeit wird ein Eutektikum eingesetzt. Dessen im Vergleich zu einem reinen Salz niedrigerer Schmelzpunkt erlaubt es, der Kühlflüssigkeit im Wärmetauscher mehr Wärme zu entziehen, ohne ein Erstarren der Schmelze zu riskieren. Der niedrigere Schmelzpunkt ist auch für den reibungslosen Abfluss in die Aufbewahrungstanks und für das Starten des Reaktors von Vorteil. Bei letzterem muss das Salz vor dem Erreichen der Kritikalität durch eine externe Energiequelle geschmolzen werden.
Eine mögliche Reaktorflüssigkeit ist FLiBe, ein Eutektikum aus 50 % Lithiumfluorid und 50 % Berylliumfluorid. Die Schmelztemperatur beträgt 459 °C, die Siedetemperatur 1430 °C. Selbst bei einer Temperatur von 1000 °C ist der Dampfdruck noch klein. Der Druck im Salzkreislauf wird durch die Umwälzpumpe bestimmt und liegt in der Größenordnung 0,5 MPa, deutlich niedriger als bei einem wassergekühlten Reaktor. Der Reaktorbehälter und die Rohrleitungen des Kühlkreislaufes dürfen daher dünner sein. Das Containment muss nicht darauf ausgelegt werden, große Mengen von Dampf aufzuhalten, die bei Druckverlust nach einem Leck in einem wassergekühlten Reaktor entstünde. Im Falle einer Fehlfunktion ist eine chemische Explosion nach derzeitigem Kenntnisstand ausgeschlossen, ebenso gibt es keine großen Mengen an Gas, die am Austritt in die Umgebung gehindert werden müssen.
Je höher die Temperatur des Kühlmediums ist, desto effizienter kann eine Wärmekraftmaschine die Wärme in Arbeit umwandeln. Mit Wasser/Dampfkreisläufen lassen sich Wirkungsgrade von bis zu 42 % bei der höchstzulässigen Temperatur von 550 °C erreichen, mit Gasturbinen oberhalb 900 °C noch höhere Werte. Das ist zu vergleichen mit den 33 %, die in heutigen wassergekühlten Reaktoren erreicht werden. Beschränkt wird die erreichbare Temperatur eines Flüssigsalzreaktors zuerst von den Werkstoffen, aus denen er gebaut ist. Das Reaktorgefäß muss korrosionsbeständig sein und dem Neutronenfluss standhalten. Die beiden Testreaktoren (ARE und MSRE) wurden mit 650–850 °C betrieben. Das weist auf ein Potential für Wirkungsgradsteigerungen hin.
Beim Dual-Fluid-Reaktor wird als Kühlflüssigkeit Natrium oder Blei eingesetzt, was noch höhere Temperaturen oberhalb von 1000 °C möglich und nötig macht. Andererseits würde in den Flüssigkeitskreisläufen nahezu kein Überdruck herrschen, was sicherheitstechnisch vorteilhaft ist.

### Thorium als Brennstoff
Da die Neutronenausbeute des Thoriumzyklus im thermischen Spektrum relativ groß ist, kann während des Betriebs neues spaltbares Material erbrütet werden. Somit kann nach einer Erstbeschickung mit etwa 235Uran oder 239Plutonium die Kritikalität des Reaktors durch bloße Zugabe des nichtspaltbaren Nuklids 232Thorium aufrechterhalten werden. 232Th wird durch Neutroneneinfang in 233Th umgewandelt; dieses wandelt sich durch Betazerfall mit einer Halbwertszeit von 22,3 Minuten in 233Protactinium um, das wiederum durch Betazerfall mit einer Halbwertszeit von 27 Tagen in spaltbares 233U übergeht.
{\displaystyle \mathrm {^{232}_{\ 90}Th\ +\ _{0}^{1}n\ \longrightarrow \ _{\ 90}^{233}Th\ {\xrightarrow[{22,3\ min}]{\beta ^{-}}}\ _{\ 91}^{233}Pa\ {\xrightarrow[{26,967\ d}]{\beta ^{-}}}\ _{\ 92}^{233}U} }
Dieser Brutprozess wurde bereits Ende der 1980er Jahre im Thorium-Hochtemperaturreaktor THTR-300 in Deutschland genutzt. Als Brennstoff diente ein Gemisch aus 10 % hochangereichertem 235U und 90 % Thorium. Thorium streckt in solchen gemischten Brennstoffen das primäre Spaltmaterial, kann es aber nicht ersetzen.
Die genannten Probleme von thermischen Thoriumbrütern mit positiven Temperaturkoeffizienten haben zur Umstellung auf schnelle Thoriumbrüter geführt. Im schnellen Neutronenspektrum ist der Thoriumzyklus hinsichtlich neutronischer Effizienz dem Uran/Plutoniumzyklus deutlich unterlegen.
Beim Einsatz von Thorium fallen im Vergleich zu Uranreaktoren kaum Transurane an. Das reduziert die Menge an lange strahlendem Atommüll. Menge und Art der entstehenden Spaltprodukte entsprechen jedoch weitgehend der Uranspaltung; das gilt auch für extrem langlebige Spaltprodukte wie 129I (Halbwertszeit 15,7 Mio. a). Weiterhin entsteht aus Thorium in signifikanter Menge über die (n,2n)-Reaktion das langlebige Isotop 231Pa (Halbwertszeit 32.760 a), welches ebenfalls (obwohl kein Transuran) als hochtoxischer α-Strahler für einige hunderttausend Jahre ein sicheres Endlager erfordert. Andere langlebige Actinoide des Thoriumzyklus sind 229Th (7.500 a) und 230Th (75.400 a). Bei Thoriumverwendung ist zwar die Toxizität des langlebigen nuklearen Abfalls deutlich geringer, die Notwendigkeit eines sicheren Langzeitendlagers aber bleibt.
Thorium ist in der Erdkruste drei- bis fünfmal so häufig vorhanden wie Uran, insbesondere häufiger als das Isotop 235Uran, welches heute in den meisten Reaktoren eingesetzt wird und nur einen Anteil von 0,7 Prozent am Natururan hat. Thorium würde folglich selbst bei dem erwarteten steigenden Energieverbrauch der Menschheit für lange Zeit (Jahrtausende) verfügbar sein, wenn es in thermischen Brütern eingesetzt wird. Allerdings ist dieser Vorteil beim Einsatz von schon weiter entwickelten „Schnellen Brütern“, die aus dem nicht spaltbaren Hauptanteil des Urans, dem 238Uran, ebenfalls zusätzlichen Spaltstoff erbrüten können, in fast ähnlichem Umfang gegeben.
Ein führendes Konsortium der Flüssigsalzreaktorentwicklung, die kanadische Firma Terrestrial Energy, hat mit ihrem Konzept des IMSR (Integrated Molten Salt Reactor) im Jahr 2013 die Thoriumverwendung verlassen und ist zum Uran (< 5 % Anreicherung) zurückgekehrt. Maßgeblich waren dabei die Proliferationsrisiken des Thoriumzyklus und die Probleme von thermischen Thoriumbrütern hinsichtlich Kritikalitätssicherheit, die einer erfolgreichen Vermarktung entgegenstehen. Der IMSR ist als thermischer Reaktor konzipiert, verzichtet auf eine integrierte Wiederaufbereitung des Salzes und verfügt über eine klassische Notkühlung anstelle eines als nicht ausreichend zuverlässig eingeschätzten Schmelzpfropfensystems sowie über Regelstäbe.

### Effizienz
Wie in jedem Brutreaktor kann in einem Flüssigsalzreaktor theoretisch fast der gesamte Brutstoff, hier Thorium, zur Energiegewinnung genutzt werden, während in konventionellen Leichtwasserreaktoren nur ein kleiner Prozentsatz des Urans nutzbar ist. Um die gleiche Menge an Energie zu gewinnen, ist in letzterem etwa 30-mal so viel Uran erforderlich, wie es in einem Thorium-Schmelzsalzreaktor oder anderem Brutreaktor der Fall wäre. Allerdings sind die erreichbaren Brutfaktoren im LFTR kleiner als im Schnellen Brüter.
Flüssigsalzreaktoren können theoretisch in geringem Umfang zusätzliches spaltfähiges Material erbrüten oder auch, wie alle Reaktortypen (siehe z. B. MOX), vorhandenes spaltfähiges Material (z. B. aus der Atombombenproduktion) verwenden.

### Regelbarkeit
Im Lastfolgebetrieb sind Kernkraftwerke prinzipiell nur eingeschränkt nutzbar, da das schnelle Steigern der Leistung nach einer kurz davor erfolgten Absenkung der Leistung infolge der Xenonvergiftung schwierig bis unmöglich ist. Auch nach einer Reaktorschnellabschaltung brauchen die meisten Kernkraftwerke eine gewisse Zeit, bis genug Xenon-135 zerfallen ist, um ein sicheres Wiederanfahren zu ermöglichen. Ein Flüssigsalzreaktor, bei dem gasförmige Spaltprodukte laufend abgetrennt werden, kann prinzipiell jederzeit unabhängig von der bisherigen Leistungskurve die Leistung im Rahmen der anderweitigen Designparameter steigern oder senken.

## Nachteile

### Akzeptanz
Die bestehende Reaktorindustrie bevorzugt unverändert konventionelle Uran-Plutonium-Brennstoffkreislauf-Reaktoren und investiert kaum in LFTR. Nach Auffassung von LFTR-Befürwortern ist das darauf zurückzuführen, dass sie nicht nur einen Umdenkprozess durchmachen, sondern auch auf bestehende Einnahmequellen verzichten müssten, etwa bei der Herstellung von Brennstäben. Nach Auffassung von LFTR-Kritikern ist die auffällige Zurückhaltung der Nuklearindustrie beim LFTR in Zweifeln an dessen Machbarkeit begründet.

### Betriebliche und sicherheitstechnische Probleme
Da Spaltstoff und Spaltprodukte ständig aus dem aktiven Kern herausgeleitet werden, ist der effektive Anteil an verzögerten Neutronen niedrig, was die Regelbarkeit erheblich verschlechtert.
Die Ablagerung von Spaltprodukten, die in der Salzschmelze wenig löslich sind, auf den Oberflächen des Kreislaufs (plate out) erreicht ein erhebliches Ausmaß und beeinträchtigt z. B. die Wartungsmöglichkeiten.
Eine moderne Sicherheitsbewertung (probabilistische Sicherheitsanalyse PRA/PSA) gibt es für Flüssigsalzreaktoren im Gegensatz zu den meisten anderen Reaktorkonzepten nicht. Das Störfallspektrum des LFTR unterscheidet sich insgesamt ganz wesentlich von dem anderer Reaktortypen. Selbst die Entwicklung von Methoden zur Sicherheitsanalyse von LFTR befindet sich noch in einem sehr frühen Stadium.
In graphitmoderierten LFTR kann es zu positiven Leistungsrückkopplungen mit entsprechendem Störfallpotential kommen. Mit Untersuchungen zu LFTR-spezifischen Kritikalitätsstörfällen durch Auskristallisieren von Kernbrennstoff (loss of fuel solubility event) wurde erst begonnen.
Die Tritiumproduktion in LFTR ist wegen des Lithiumgehalts mit 35 PBq/(GWela) etwa 50-mal höher als in Druckwasserreaktoren oder in Schnellen Brütern. Wegen der verhältnismäßig hohen Temperaturen diffundiert Tritium zudem relativ leicht durch die Wandungen des Reaktorbehälters. Schon beim MSRE wurde die Tritiumrückhaltung dementsprechend als eines der größten Probleme angesehen. Die unausgereifte Tritiumbehandlung war auch ein wesentliches Argument bei der Ablehnung des MSBR.
Um dies zu umgehen, planen die Entwickler des Dual Fluid Reaktors, stattdessen eine UCl3-/PuCl3-Salzlösung zu verwenden, die wesentlich weniger Tritium entwickeln würde.

### Entwicklungsstand
Bislang wurden noch keine Reaktoren in der jetzt konzipierten Leistungsgröße gebaut. Ebenso ist die nötige Wiederaufbereitung noch nicht im größeren Maßstab getestet. Gleiches gilt für den Einsatz von und das Brüten mit Thorium in Flüssigsalzreaktoren. Der insgesamt erforderliche Entwicklungsaufwand wird von britischen Nuklearexperten als so hoch eingeschätzt, dass noch 40 Jahre bis zur Serienreife eines MSR vergehen dürften.

### Proliferationsrisiken
Mit Thorium als Brennstoff entsteht im Prozessverlauf auch 233Uran. 233Uran hat eine ähnlich kleine kritische Masse wie 239Plutonium, aber eine viel kleinere Spontanspaltungsrate als Waffenplutonium, sodass es als optimales Kernwaffenmaterial gilt. Aus Thorium reines 233U zu gewinnen, das für Kernwaffen gut nutzbar wäre, ist schwierig. Neben 233U entsteht nämlich auch gleichzeitig etwas 232U (unter anderem aus ebenfalls enthaltenem 230Th), und diese beiden Isotope sind fast unmöglich zu trennen. In der Zerfallsreihe von 232U entsteht harte Gammastrahlung. Diese erschwert die Handhabung und schränkt die Verwendung für Kernwaffen nach Meinung vieler Nuklearwissenschaftler erheblich ein. Andere wissenschaftliche Analysen weisen jedoch auf ein deutliches Proliferationsrisiko durch 233Uran aus Thorium trotz Präsenz von 232U hin. Auch wird argumentiert, dass mit 232U verunreinigtes 233U zwar für Kernwaffenstaaten unattraktiv ist, keineswegs aber für Staaten oder terroristische Gruppen, die sich illegal Zugang zu Kernwaffen verschaffen wollen, denn die Explosivkraft von 233U wird durch 232U kaum verringert. Schließlich ist anzumerken, dass nicht 232U selbst die störende harte Gammastrahlung verursacht, sondern 208Tl, ein Nuklid in der Zerfallsreihe, welches erst mit deutlicher zeitlicher Verzögerung entsteht. Für die ersten Monate nach der 232U/233U-Abtrennung ist dessen Strahlung deshalb erheblich geringer, was seine Handhabung in dieser Phase erleichtert. Weiterhin bestätigen neuere Untersuchungen die schon früher geäußerte Vermutung, dass speziell bei Thoriumverwendung ein erhebliches Missbrauchspotential besteht: Durch kontinuierliche Abtrennung von 233Pa (Halbwertszeit: 1 Monat) lässt sich im LFTR relativ reines, also 232U-armes, hochwaffenfähiges 233U gewinnen. Entsprechendes wäre im U/Pu-Zyklus erheblich schwieriger. Diese Abtrennung von 233Pa ist – aus Gründen eines möglichst effizienten Betriebs – in vielen LFTR-Varianten sogar vorgesehen und wurde im Rahmen der MSBR-Entwicklung im Labormaßstab getestet. Solches 233U ließe sich schon in einer einfachen Kernwaffe im Gun-Design zur Explosion bringen und würde keine komplizierte Implosionstechnik wie im Fall von Plutonium erfordern.
Zur Verringerung des Proliferationsrisikos beim MSR wurde schon in den 1970er Jahren Zumischung von 238U zum Flüssigsalz vorgeschlagen. Das ist aber bei 233Protactinium-Abtrennung fast unwirksam; es ist nur wirksam, wenn Uran, also 233U/238U aus dem Flüssigsalz isoliert wird, hat aber immer den Nachteil, dass die im Endlager problematischen Transurane aus 238U gebildet werden. Ein entsprechend besser gegen Proliferationsrisiken ausgelegter MSR wurde in den USA 1980 vorgestellt (DMSR): Neben 238U-Zugabe sieht dieses Konzept außer der Edelgasentfernung keine oder nur eine Online-Wiederaufarbeitung von geringer Kapazität vor. Allerdings kann der DMSR nicht als thermischer Brüter betrieben werden, sondern ist neben der Thorium- und 238U-Zufuhr auf ständige 235U-Spaltstoffzugabe angewiesen. Die Spaltstoffzufuhr bliebe jedoch deutlich geringer als in einem konventionellen LWR und die Uranvorräte ließen sich auf diese Weise um den Faktor 3 bis 5 strecken.
Unabhängig vom Thorium stellt die Kombination von Reaktor und Wiederaufarbeitungsanlage, welche im LFTR angedacht ist, zwangsläufig ein großes Proliferationsrisiko dar.

### Entsorgung
Das Problem der Behandlung und Entsorgung schwach bis mittelstark verstrahlter Maschinen- und Anlagenteile besteht in ähnlichem Maße wie bei herkömmlichen Uran-Reaktoren; die Menge ist auch hier abhängig von Aufbau und Lebensdauer der Anlage usw. Als zusätzliche Schwierigkeit bei der Entsorgung ist zu nennen, dass Spaltproduktfluoride nicht als endlagerfähig gelten, also erst in eine endlagerfähige Form aufgearbeitet werden müssen.

### Kritische Expertenstudien zu MSR und Thoriumnutzung
Einen Überblick auch zu Nachteilen und Herausforderungen gibt die Literatur von Mathieu und anderen Autoren.
Die staatlichen britischen National Nuclear Laboratories (NNL) haben seit 2010 im Auftrag der Britischen Regierung mehrere Bewertungen zu Thorium und LFTR abgegeben. Hauptkritikpunkte sind der unausgereifte Charakter dieser Technologien, die weitgehend fehlenden Nachweise für die behaupteten Vorteile und günstigen Eigenschaften, die fehlende Bereitschaft der Nuklearindustrie, diese erforderlichen kostenintensiven Nachweise beizubringen, sowie Zweifel an ökonomischen Vorteilen. NNL hält viele Ansprüche der Thorium/LFTR-Befürworter für weit überzogen und warnt daher vor Euphorie.
Bereits 2008 hatte ein unter Beteiligung internationaler Experten erstelltes Gutachten für die norwegische Regierung vor großen Hoffnungen bezüglich der Thoriumverwendung gewarnt.
Der Whistleblower Rainer Moormann veröffentlichte 2018 eine kritische Stellungnahme zur Thoriumnutzung und wies vor allem auf erhöhte Proliferationsrisiken durch den auch für Terroristen leicht möglichen Bau einer Atombombe aus 233U hin.